# Cabanatuan
Cabanatuan é uma cidade de primeira classe de renda da cidade na província Nova Ecija, nas Filipinas. De acordo com o censo de 1 maio  de  2020 possui uma população de 327 325 pessoas e 81 792 domicílios.